# Matthew Peet
Matthew Peet, né le 15 avril 1984 à Wigan, est un entraîneur anglais de rugby à XIII dans les années 2020.
Enfant de Wigan, il évolue dans ses jeunes au niveau amateur dans la discipline du rugby à XIII. Il se dirige tôt dans les études et obtient un diplôme d'anglais à l'Université de Manchester après de prendre en main des équipes seniors de rugby à XIII.
Il rejoint le club des Wigan Warriors en 2008 en tant qu'entraîneur scolaire, puis occupe plusieurs postes au sein du club à plein temps. Il est notamment entraîneur de la performance sportive chez les jeunes et prend une part significative dans la formation des jeunes treizistes, et est appelé en parallèle eu sein de la formation junior treiziste de l'Angleterre. Il tente en 2018 une expérience dans le rugby à XV en rejoignant le club des Sale Sharks toujours en tant qu'entraîneur de la performance mais revient à Wigan un an plus tar en tant qu'assistant d'Adrian Lam. Ce dernier quitte le club après la saison 2021 et Peet est nommé entraîneur en chef, remportant dès sa première année la Challenge Cup 2022 et est nommé meilleur entraîneur de la Super League.

## Palmarès
- Collectif :
  - Vainqueur de la Super League : 2023 et 2024 (Wigan).
  - Vainqueur de la Challenge Cup : 2022 et 2024 (Wigan).

- Individuel : 
  - Nommé meilleur entraîneur de la Super League : 2022 (Wigan).

### Statistiques d'entraîneur
| Championnat       | Équipe | Phase régulière | Phase finale        | Challenge Cup |
| ----------------- | ------ | --------------- | ------------------- | ------------- |
| Super League 2022 | Wigan  | 2e              | Finale préliminaire | Vainqueur     |
| Super League 2023 | Wigan  |                 |                     |               |

### Performances d'entraîneur
| Club           | Début          | Fin      | Résultats                          |
| -------------- | -------------- | -------- | ---------------------------------- |
| Wigan Warriors | 5 octobre 2021 | en cours | Vainqueur de la Challenge Cup 2022 |